# Martin S. Müller
Martin Simon Müller (* 1973 in Dresden) ist ein deutscher Kirchenmusiker, Komponist, Arrangeur, Chorleiter und Sänger.

## Leben
Martin S. Müller wurde 1973 in Dresden geboren. Er absolvierte zunächst eine Ausbildung als Elektroniker. Von 1996 bis 1999 studierte er an der Hochschule für Kirchenmusik Dresden. Seine Diplomarbeit schrieb er über „Die Popularmusik im Bistum seit 1950“.
Nach seinem Studium war Müller bis zum Jahr 2010 Kantor in der St.-Johannis-Kirche in Freiberg. Es folgte eine Anstellung für vier Jahre in Leipzig-Gohlis; danach endete sein fester kirchlicher Dienst. Müller zog mit seiner Familie in die Oberlausitz, wo er seither in Seifhennersdorf als Klavierlehrer tätig ist.
Gemeinsam mit Wolfram Mager, Guido Erbrich und Stefan Jänke gründete er 1999 den Kinderchor des Bistums Dresden-Meißen (BiKi-Chor), den er gemeinsam mit Friedemann Wutzler bis zum Jahr 2023 leitete.

## Kompositionen
- 2007: Ah' tol' Jesus: gospelsongs, afro, traditionals (mit Friedemann Wutzler, Weinböhla, Wutzler)
- 2009: Die Seligpreisungen (Weinböhla, Wutzler)
- 2010: Kleine Latin-Messe: liturgische Stücke im Latinfeeling und neue Lieder für den Gottesdienst (Weinböhla, Wutzler)
- 2019: Heilig-Samba (Arrangement: Christoph Zschunke, Wuppertal, Verlag Singende Gemeinde)

## Auszeichnung
- 2006: Auszeichnung in der Kategorie „Aktuelles Lied“ beim „Grande Prix“ des Bistums Dresden-Meißen[3]